# Леньо Іван Миколайович
Іван Миколайович Леньо (нар. 11 серпня 1971, м. Монастириська Тернопільської області) — український музикант, акордеоніст, лідер рок-гурту «Kozak System» (до 2012 року — учасник гурту «Гайдамаки»).

## Життєпис
Народився 11 серпня 1971 року в місті Монастириська Тернопільської області. У родині є українське (лемківське), циганське та польське коріння.

Батьки переселенці з села Криниця, з території нинішньої Польщі, постраждали в ході депортації українців з Польщі до УРСР. Біологічний дід, за словами Івана, був побратимом Степана Бандери. 

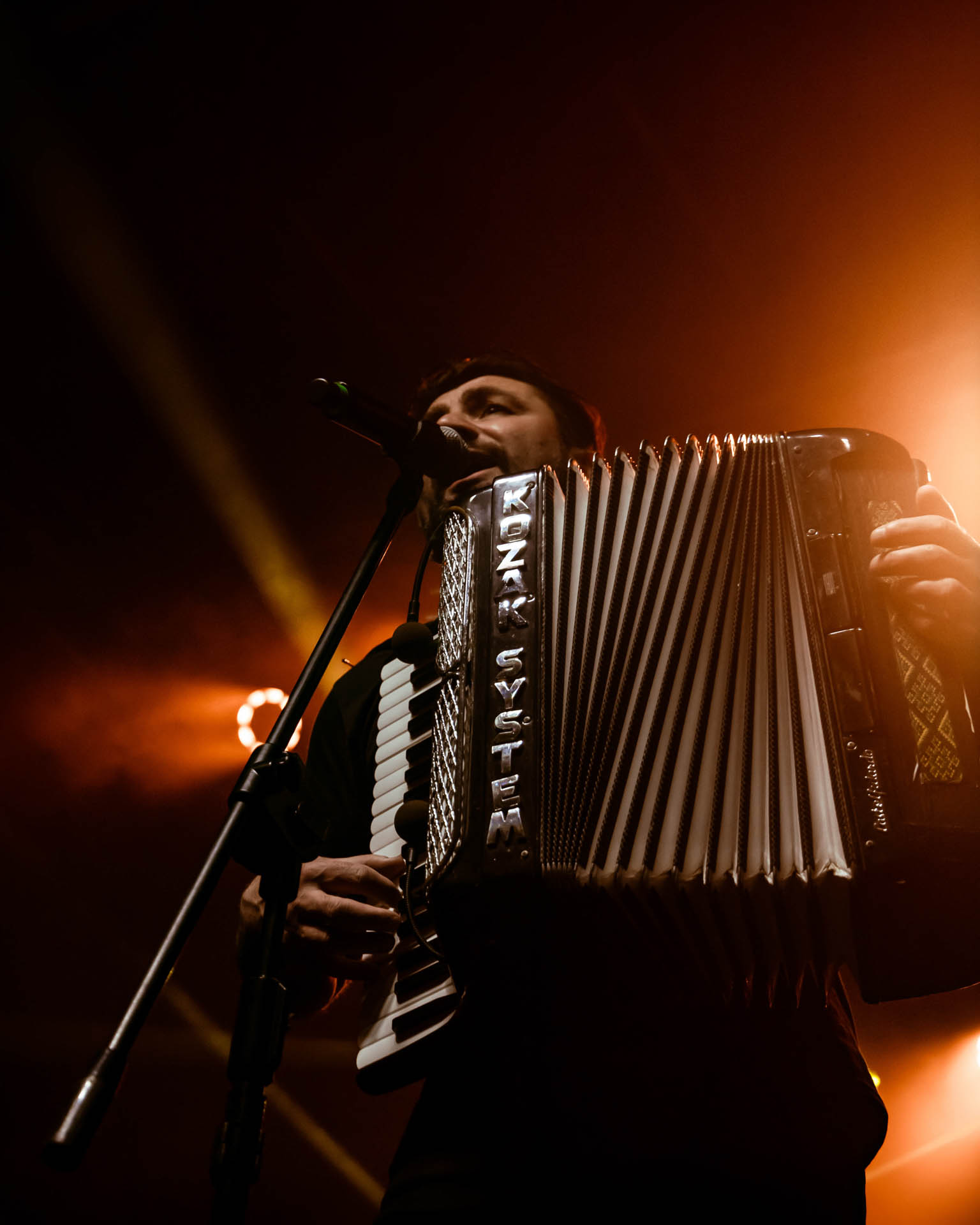
Іван Леньо у Гданську, 2022 рік

Закінчив музичну школу, Уманське музичне училище імені Порфирія Демуцького, Воронезьку консерваторію (Росія). Довелося їхати так далеко, тому що в Україні, яка перебувала тоді в складі Радянського союзу, не було жодного класу акордеона, а був лише баян з ручних гармонік.
Був визнаний кращим на вступному іспиті до Київської консерваторії на аспірантуру серед 21 учасників.
Захоплення: подорожі, спорт, футбол, поїздки на велосипеді, мотоспорт, плавання, туризм.
З початком російського вторгнення в Україну 2022 року вступив до лав Патрульної поліції м. Києва, де служить у відділі звʼязків з громадськістю. 

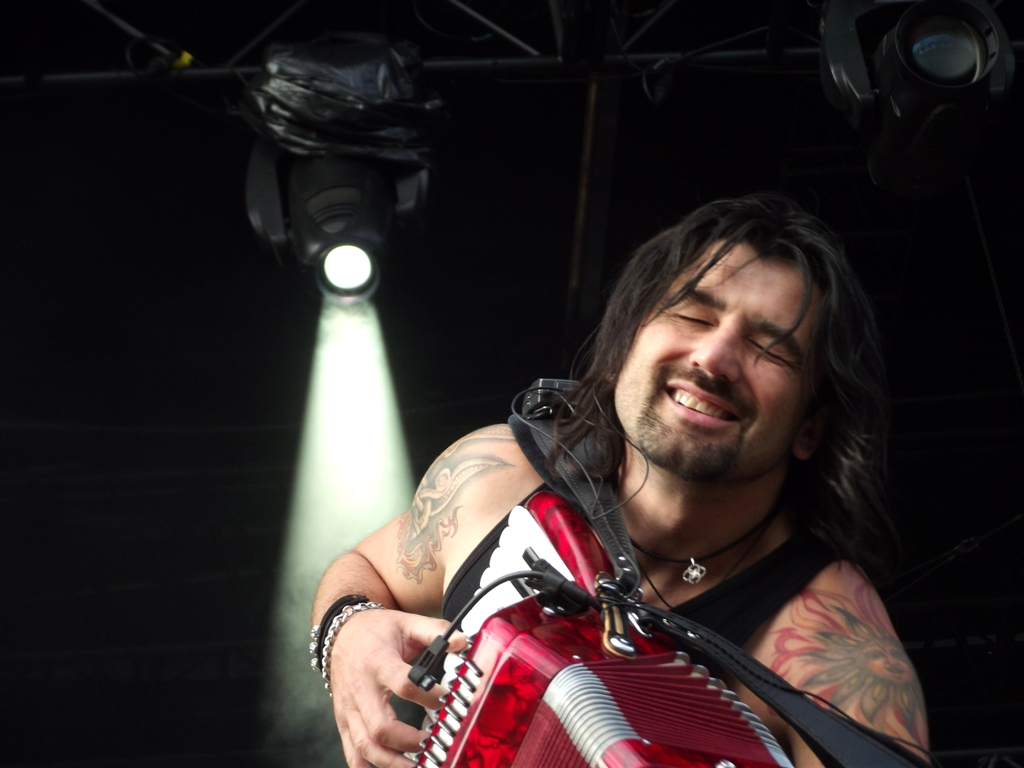
Life Festival Oświęcim 2013